# Sul-americanos
Sul-americano é o gentílico da América do Sul, uma das divisões geográficas do continente americano, que inclui os seguintes países: Brasil, Argentina, Chile, Equador, Peru, Uruguai, Paraguai, Bolívia, Colômbia, Venezuela, Suriname, Guiana Francesa e Guiana, que são na sua grande maioria países falantes de línguas neolatinas.[carece de fontes?]